# Prospero Fagnani Boni
Prospero Fagnani Boni (Sant'Angelo in Vado, 2 juillet 1588 - Rome, 17 août 1678) est un canoniste et moraliste italien.

## Biographie
Formé à l'Université de Pérouse où il se diplôma « in utroque jure », Fagnani Bini devint l'un des plus célèbres professeurs de l'Université de Rome « La Sapienza ». Il fut très proche des papes : Paul V le nomma secrétaire de la Sacrée Congrégation du Concile, Grégoire XV le chargea de rédiger la bulle Æterni Patris (15 novembre 1621, sur l'organisation juridique de l'élection des papes, en vigueur jusqu'en 1904). Il appartint simultanément à 11 congrégations romaines et participa aux querelles juridiques et morales de son temps. Il joua un rôle important dans la conversion de la Curie romaine à des positions plus rigoristes en matière de morale (Alphonse de Liguori le qualifia de magnus rigoristarum princeps), en polémiquant avec force contre Juan Caramuel y Lobkowitz. Dès l'âge de 44 ans, il devint aveugle, et fut surnommé cæcum oculatissimum (« l'aveugle aux yeux perçants »). Son commentaire aux Décrétales (agrémenté d'une table remarquablement bien faite) est considéré comme un chef-d'œuvre de l'histoire du droit. C'est dans ses commentaires qu'il avait inséré un opuscule De opinione probabili qui connut également une édition séparée,.

## Œuvres

Jus canonicum, sive Commentaria absolutissima in primum librum decretalium, Cologne, 1704